# HD 185435
HD 185435 är en ensam stjärna i södra delen av stjärnbilden Svanen. Den har en skenbar magnitud av ca 6,42 och är mycket svagt synlig för blotta ögat där ljusföroreningar ej förekommer. Baserat på uppmätt parallax på ca 2,16 mas beräknas den befinna sig på ett avstånd av  ca 1 500 ljusår (ca 463 parsec) från solen. Den rör sig bort från solen med en heliocentrisk radialhastighet av ca 16 km/s.

## Egenskaper
Primärstjärnan HD 185435 är en orange till gul jättestjärna av spektralklass K5.